# Lycée de Puolalanmäki
Le lycée de Puolalanmäki (finnois : Puolalanmäen lukio) est un lycée sur  Puolalanmäki dans les quartiers VI et VII à Turku en Finlande.

## Présentation
Le lycée de Puolalanmäki est situé au centre de Turku sur la colline Puolalanmäki à Puutarhakatu 5. 
Le collège de Puolalanmäki fonctionne dans le même bâtiment.
Le lycée est l'un des dix lycées de musique de Finlande et 40 % des 450 élèves du lycée étudient la musique. 
Le lycée est très international en raison de ses étudiants en échange, de ses cours d'internationalisation, de ses activités musicales (voyages de chorale, etc.) et de ses possibilités d'études linguistiques.

## Locaux
Le lycée de Puolalanmäki fonctionne dans trois bâtiments. 
Le bâtiment de Puutarhakatu 5, qui a servi de bâtiment principal jusqu'en 2008, a été initialement achevé pour abriter le Svenska Lyceum i Åbo en 1888. 
Il a été conçu par l'architecte Florentin Granholm. 
Le bâtiment a été agrandi à la fin des années 1950 selon le plan de l'architecte A. Piirainen. 
L'ensemble a été rénové entre 2010 et 2012,. 
Le bâtiment de Tornikatu 4, utilisé par le lycée depuis les années 1980, a été construit en 1909, conçu par l'architecte Wivi Lönn, à l'usage d'Åbo Svenska Samskolan. 
Depuis 2008, le bâtiment principal du lycée est situé à l'adresse Aurakatu 11, c'est-à-dire dans l'ancien bâtiment de l'école de commerce.
Le bâtiment Art nouveau a été achevé en 1908 et a été conçu par l'architecte Eskil Hindersson,. 